# Källan, Dalsland
Källan är en sjö i Färgelanda kommun i Dalsland och ingår i Örekilsälvens huvudavrinningsområde.